# ابوحمزه (سخنگو)
ناجی ماهر ابوسیف (۱۰ آوریل ۱۹۹۵ – ۱۸ مارس ۲۰۲۵) که با نام جنگی ابوحمزه شناخته می‌شد، شبه‌نظامی فلسطینی بود که سخنگوی گردان‌های قدس، شاخه نظامی جهاد اسلامی فلسطین بود. وی در ۱۸ مارس ۲۰۲۵ طی حملات مارس ۲۰۲۵ اسرائیل به نوار غزه کشته شد.